# Ars-Laquenexy
Ars-Laquenexy är en kommun i departementet Moselle i regionen Grand Est (tidigare regionen Lorraine) i nordöstra Frankrike. Kommunen ligger i kantonen Pange som tillhör arrondissementet Metz-Campagne. År 2022 hade Ars-Laquenexy 938 invånare.

## Befolkningsutveckling
Antalet invånare i kommunen Ars-Laquenexy
| Referens: INSEE |